# Pelidnota lavalettei
Pelidnota lavalettei är en skalbaggsart som beskrevs av Soula 2008. Pelidnota lavalettei ingår i släktet Pelidnota och familjen Rutelidae. Inga underarter finns listade i Catalogue of Life.